# Filmographie de Michel Galabru
Pour les articles homonymes, voir Galabru (homonymie).

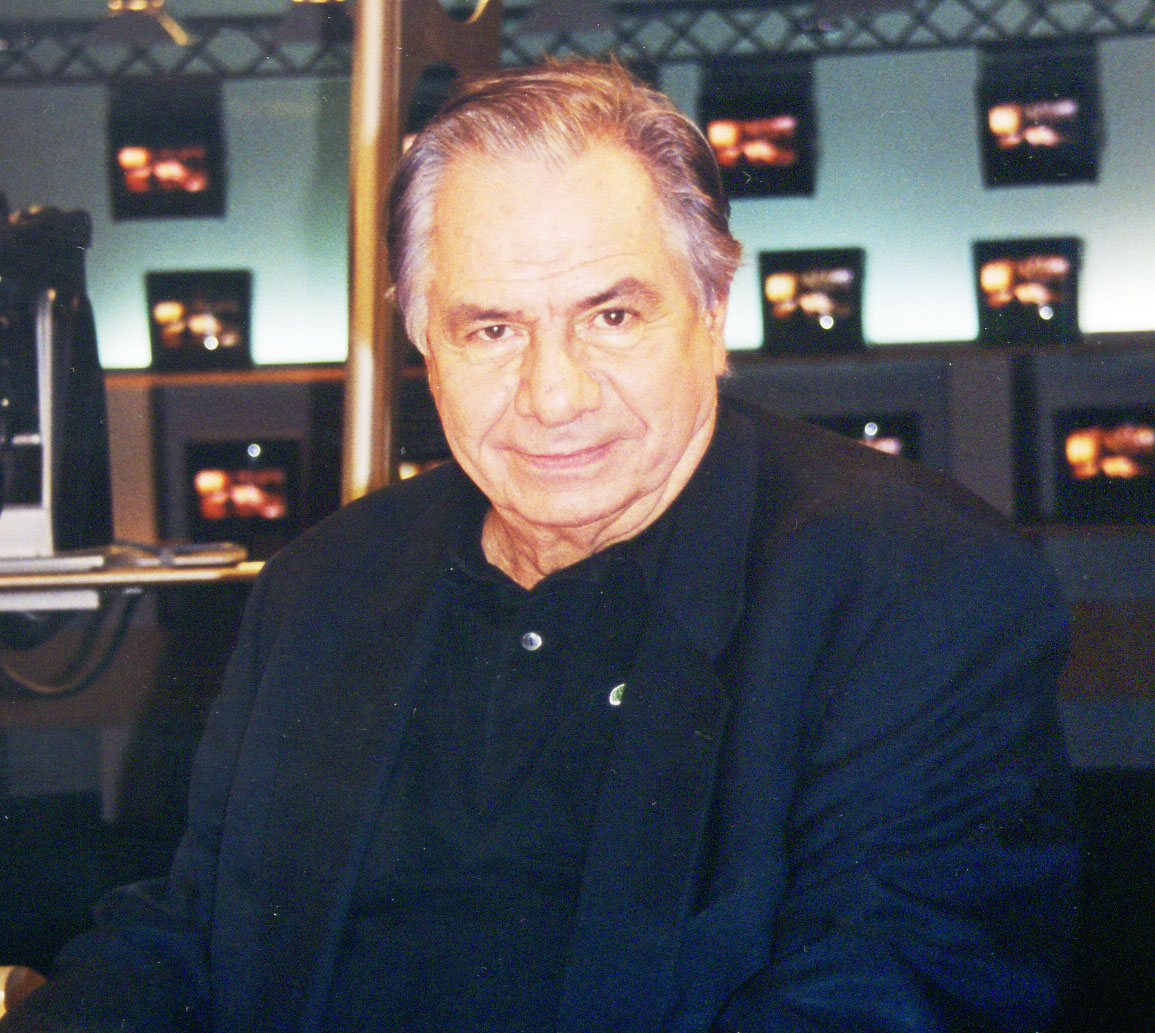
Michel Galabru en 1999.

La filmographie de Michel Galabru est abondante et variée, en raison de la longévité de sa carrière et de la pérennité de son succès. Avec une participation à plus de 300 films à son actif, c'est un des acteurs les plus prolifiques du cinéma français.
Michel Galabru serait à la fin de sa carrière le troisième acteur du box office français. 

## Cinéma

### Années 1940
- 1949 : La Bataille du feu ou Les Joyeux conscrits de Maurice de Canonge : figuration en sapeur-pompier
- 1949 : Dernière Heure, édition spéciale de Maurice de Canonge : le réceptionniste de l'hôtel

### Années 1950
- 1952 : Ma femme, ma vache et moi de Jean-Devaivre
- 1954 : Les Lettres de mon moulin de Marcel Pagnol - sketch Le secret de maître Cornille : Baptistin, le conducteur de mules
- 1955 : Trois de la Canebière de Maurice de Canonge : Pénible, un pêcheur du vieux port
- 1958 : Suivez-moi jeune homme de Guy Lefranc : Aristide Oranos, le milliardaire
- 1958 : L'Increvable de Jean Boyer : Augustin Robustal
- 1959 : Du rififi chez les femmes d'Alex Joffé : un pompier belge
- 1959 : Les Affreux de Marc Allégret : Peloux

### Années 1960
- 1960 : L'Eau à la bouche de Jacques Doniol-Valcroze : César
- 1960 : Les Mordus de René Jolivet : Fred
- 1960 : La Croix et la Bannière de Philippe Ducrest : Bob
- 1960 : Un soir sur la plage de Michel Boisrond : le commissaire
- 1961 : La Fayette de Jean Dréville : l'aubergiste
- 1961 : Les Nouveaux Aristocrates de Francis Rigaud : le père Menuzzi
- 1961 : Les Amours célèbres de Michel Boisrond - sketch Lauzun : Champagne
- 1962 : La Guerre des boutons d'Yves Robert : le père Bacaillé
- 1962 : Nous irons à Deauville de Francis Rigaud : M. Mercier, le patron
- 1962 : La Salamandre d'or de Maurice Regamey : Cornélius, l'alchimiste
- 1962 : Le Voyage à Biarritz, de Gilles Grangier : Touffanel
- 1962 : Tartarin de Tarascon de Francis Blanche : Barbassou
- 1963 : Le Bon Roi Dagobert de Pierre Chevalier : Pépin le Bref
- 1963 : Clémentine chérie de Pierre Chevalier : l'ingénieur
- 1963 : La Cuisine au beurre de Gilles Grangier : Maximin
- 1963 : Les Motorisées (Le Motorizzate) de Marino Girolami - sketch La femme au volant : Pompéo Saronno
- 1963 : La Bande à Bobo de Tony Saytor : Bourrache
- 1964 : Le Gendarme de Saint-Tropez de Jean Girault : l'adjudant Antoine, Alphonse, Jérôme Gerber
- 1964 : La Bonne Occase de Michel Drach : Colmar
- 1964 : Les Gorilles de Jean Girault : le second contractuel
- 1964 : Les Pieds nickelés de Jean-Claude Chambon : Ribouldingue, le barbu
- 1965 : Angélique et le Roy de Bernard Borderie : Bontemps
- 1965 : Le Gendarme à New York de Jean Girault : l'adjudant Antoine, Alphonse, Jérôme Gerber
- 1965 : La Bourse et la Vie de Jean-Pierre Mocky : Maître Laprise, notaire
- 1965 : Les Enquiquineurs de Roland Quignon : Dagobert
- 1965 : Les Baratineurs de Francis Rigaud : l'entrepreneur
- 1965 : Moi et les hommes de quarante ans de Jack Pinoteau : Bricaud
- 1966 : La Sentinelle endormie de Jean Dréville : Florin
- 1966 : Le facteur s'en va-t-en guerre de Claude Bernard-Aubert : Claparède
- 1966 : Brigade antigangs de Bernard Borderie : Larmeno
- 1966 : Monsieur le président-directeur général de Jean Girault : Abel T. Léonard
- 1967 : Le Mois le plus beau de Guy Blanc : Besson
- 1967 : Le Petit Baigneur de Robert Dhéry : Scipion
- 1968 : Un drôle de colonel de Jean Girault : le colonel
- 1968 : Le Gendarme se marie de Jean Girault : l'adjudant Antoine, Alphonse, Jérôme Gerber
- 1968 : La Coqueluche de Christian-Paul Arrighi : Albert
- 1968 : Ces messieurs de la famille de Raoul André : le brigadier
- 1969 : Les Gros Malins (ou Le champion du tiercé) de Raymond Leboursier : le curé
- 1969 : La Honte de la famille de Richard Balducci : Maspic le grand, un truand
- 1969 : L'Auvergnat et l'Autobus de Guy Lefranc : l'agent de police
- 1969 : Aux frais de la princesse de Roland Quignon : Dagobert
- 1969 : Un merveilleux parfum d'oseille de Rinaldo Bassi : le notaire
- 1969 : Poussez pas grand-père dans les cactus de Jean-Claude Dague : l'inspecteur

### Années 1970
- 1970 : Et qu'ça saute ! de Guy Lefranc : Guttierez
- 1970 : Le Gendarme en balade de Jean Girault : l'adjudant Antoine, Alphonse, Jérôme Gerber
- 1971 :  La Grande Maffia de Philippe Clair : Le papa no 1
- 1971 : Jo de Jean Girault : M. Tonelotti, entrepreneur en maçonnerie
- 1972 : L'Œuf de Jean Herman : Gaston Berthoullet
- 1972 : Le Viager de Pierre Tchernia : le docteur Léon Galipeau
- 1972 : Les Joyeux Lurons de Michel Gérard : Bossuet, le voleur
- 1972 : Elle cause plus... elle flingue de Michel Audiard : le cardinal
- 1972 : La Valise de Georges Lautner : Baby, le milliardaire Grec
- 1972 : Quelques messieurs trop tranquilles de Georges Lautner : M. Peloux, le maître d'école
- 1973 : L'Héptaméron ou Ah! si mon moine voulait de Claude Pierson : Maître Lamothe
- 1973 : La Belle Affaire de Jacques Besnard : le commissaire
- 1973 : Le Grand Bazar de Claude Zidi : Émile
- 1973 : La Dernière Bourrée à Paris de Raoul André : Jules Peyrac
- 1973 : Le Concierge de Jean Girault : Robert Foraz
- 1973 : Le Führer en folie de Philippe Clair : M. Achtung
- 1973 : Les Vacanciers de Michel Gérard : Aloyse Frankensteinmuhl
- 1973 : Le Plumard en folie de Jacques Lemoine : Charles
- 1973 : Par ici la monnaie ou Les démerdards de Richard Balducci : l'évêque
- 1974 : Section spéciale de Constantin Costa-Gavras : le président Cournet, magistrat
- 1974 : Un linceul n'a pas de poches de Jean-Pierre Mocky : Thomas
- 1974 : Deux grandes filles dans un pyjama de Jean Girault : M. Canavèse
- 1974 : Les Gaspards de Pierre Tchernia : le commissaire Lalatte
- 1974 : Y'a un os dans la moulinette de Raoul André : Émile
- 1974 : Soldat Duroc, ça va être ta fête de Michel Gérard : le boulanger
- 1974 : C'est jeune et ça sait tout ou Y a pas de mal à se faire du bien de Claude Mulot : le commissaire Lambris
- 1975 : L'Ibis rouge de Jean-Pierre Mocky : Raymond Viliers
- 1975 : L'Intrépide de Jean Girault : Léonardos
- 1975 : Monsieur Balboss de Jean Marbœuf : le commissaire Balboos
- 1976 : La Grande Récré ou Les pirates de la butte de Claude Pierson : le commissaire
- 1976 : Le Chasseur de chez Maxim's de Claude Vital : M. Julien
- 1976 : Les Bidasses en cavale (ou Le Grand Fanfaron) de Philippe Clair : Gilles Castelet
- 1976 : Le mille-pattes fait des claquettes de Jean Girault : M. de Beaugenay
- 1976 : Le Juge et l'Assassin de Bertrand Tavernier : le sergent Joseph Bouvier
- 1976 : Le Trouble-fesses de Raoul Foulon : Eugène Lajoux
- 1976 : Portrait de groupe avec dame (Gruppenbild mit dame) d'Aleksandar Petrović : Walter Pelzer
- 1977 : Le Maestro de Claude Vital : M. de Morgeaux
- 1977 : La Nuit de Saint-Germain-des-Prés de Bob Swaim : Nestor Burma, le détective
- 1977 : Qui a tué le chat ? (Il gatto) de Luigi Comencini : le commissaire Francisci
- 1977 : Le beaujolais nouveau est arrivé de Jean-Luc Voulfow : le capitaine
- 1977 : L'Amour en herbe de Roger Andrieux : Morel, le père
- 1978 : L'Horoscope de Jean Girault : M. Plancheteau
- 1978 : Le Pion de Christian Gion : l'inspecteur d'académie
- 1978 : Chaussette surprise de Jean-François Davy : l'obsédé de télévision
- 1978 : Confidences pour confidences de Pascal Thomas : le cousin Gabriel
- 1978 : L'Amour en question d'André Cayatte : le procureur
- 1978 : La Cage aux folles de Édouard Molinaro : le député Simon Charrier
- 1978 : Genre masculin de Jean Marbœuf : Pierre, le paralysé
- 1979 : Ciao, les mecs de Sergio Gobbi : le paysan écologiste
- 1979 : La Ville des silences de Jean Marbœuf : Nathan Farijacques
- 1979 : Le Gendarme et les Extra-terrestres de Jean Girault : l'adjudant Antoine, Alphonse, Jérôme Gerber
- 1979 : Flic ou Voyou de Georges Lautner : le commissaire principal Grimaud
- 1979 : Le Mors aux dents de Laurent Heynemann : Charles Dréant
- 1979 : Le Gagnant de Christian Gion : M. Dupré-Granval
- 1979 : Le Guignolo de Georges Lautner : Achille Sureau
- 1979 : Laisse-moi rêver ou Drôles de diams de Robert Ménégoz : Charles, l'escroc
- 1979 : Arrête de ramer, t'attaques la falaise ! de Michel Caputo : Don Fernand
- 1979 : Duos sur canapé, de Marc Camoletti : Bernard, l'avocat

### Années 1980
- 1980 : Le Cerveau du super-gang (Car-Napping - Bestellt, geklaut, geliefert) de Wigbert Wicker : Mario, un vendeur de voitures
- 1980 : Une semaine de vacances de Bertrand Tavernier : M. Mancheron
- 1980 : La Cage aux folles 2 d'Édouard Molinaro : le député Simon Charrier
- 1980 : Signé Furax de Marc Simenon : Black, le détective
- 1980 : L'Avare de Jean Girault et Louis de Funès : Maître Jacques
- 1980 : Les Sous-doués de Claude Zidi : le commissaire Grasset
- 1980 : Je suis photogénique (Sono fotogenico) de Dino Risi : Del Giudice, le producteur
- 1980 : Une merveilleuse journée de Claude Vital : Pinède, le cocu
- 1980 : Celles qu'on n'a pas eues de Pascal Thomas : Émile Loubignac
- 1980 : Tout dépend des filles de Pierre Fabre : Lucien, le braconnier anarchiste
- 1981 : Le Choix des armes d'Alain Corneau : le commissaire Bonnardot
- 1981 : Le bahut va craquer de Michel Nerval : le proviseur
- 1981 : Les Bidasses aux grandes manœuvres de Raphaël Delpard : le colonel Desjument
- 1981 : Si ma gueule vous plaît de Michel Caputo : Fabien de Lingeau, le PDG
- 1981 : Est-ce bien raisonnable ? de Georges Lautner : Émile Dugaineau, l'huissier
- 1981 : Les Fourberies de Scapin de Roger Coggio : Géronte
- 1981 : Salut, j'arrive de Gérard Poteau : Gaston, le père de Minou
- 1981 : Le Bourgeois gentilhomme de Roger Coggio : M. Jourdain
- 1982 : Te marre pas... c'est pour rire ! de Jacques Besnard : Michel Frémont, le délégué syndical
- 1982 : Y a-t-il un Français dans la salle ? de Jean-Pierre Mocky : Victor Réglisson
- 1982 : On s'en fout, nous on s'aime de Michel Gérard : Tonton Aristote
- 1982 : Les Diplômés du dernier rang de Christian Gion : Marcel, le directeur
- 1982 : Le Braconnier de Dieu de Jean-Pierre Darras : Hilaire
- 1982 : Le Gendarme et les Gendarmettes de Jean Girault et Tony Aboyantz : l'adjudant Antoine, Alphonse, Jérôme Gerber
- 1983 : On l'appelle Catastrophe de Richard Balducci : Fernand Debuisson, directeur de la banque
- 1983 : C'est facile et ça peut rapporter... 20 ans de Jean Luret : le marquis de Malaveilla, l'escroc
- 1983 : Papy fait de la résistance de Jean-Marie Poiré : Papy
- 1983 : L'Été meurtrier de Jean Becker : Gabriel, le père d'Éliane
- 1983 : T'es heureuse ? Moi, toujours... de Jean Marbœuf : le patron du bistrot
- 1983 : Sandy de Michel Nerval : Fernand
- 1983 : En cas de guerre mondiale je file à l'étranger de Jacques Ardouin : M. Ponsard, l'éditeur
- 1983 : Vous habitez chez vos parents ? de Michel Fermaud : André Martell
- 1984 : La Triche de Yannick Bellon : Jean et Sylvain Morane
- 1984 : Réveillon chez Bob de Denys Granier-Deferre : Douglas, le maniaque des armes à feu
- 1984 : Notre histoire de Bertrand Blier : Émile Pecqueur
- 1984 : Adam et Ève de Jean Luret : Léon Blachurpe, le producteur / Adam
- 1984 : Les Fausses Confidences de Daniel Moosmann : M. Rémy
- 1984 : Partenaires de Claude d'Anna : Charlie, le concierge du théâtre
- 1984 : Du sel sur la peau de Jean-Marie Degèsves : M. Bideau
- 1984 : Le téléphone sonne toujours deux fois !! de Jean-Pierre Vergne : Marraine
- 1985 : Tranches de vie de François Leterrier : le paysan dissertant sur l'orgasme
- 1985 : Le Facteur de Saint-Tropez de Richard Balducci : le député Charles de Lespinasse
- 1985 : Subway de Luc Besson : le commissaire Gesberg
- 1985 : La Cage aux folles 3 de Georges Lautner : le député Simon Charrier
- 1985 : Monsieur de Pourceaugnac de Michel Mitrani : M. de Pourceaugnac
- 1985 : Ne prends pas les poulets pour des pigeons de Michel Gentil : le commissaire Dufresne
- 1986 : Kamikaze de Didier Grousset : Albert, l'assassin paranoïaque
- 1986 : Les Frères Pétard de Hervé Palud : le père de Momo
- 1986 : La Vie dissolue de Gérard Floque de Georges Lautner : Jean-Étienne Nasal
- 1986 : Je hais les acteurs de Gérard Krawczyk : Bison, le comédien quinquagénaire
- 1986 : Suivez mon regard de Jean Curtelin : l'instituteur
- 1986 : Grand Guignol de Jean Marbœuf : Charlie, le vendeur de farces et attrapes
- 1987 : Envoyez les violons de Michel Andrieux : Dino Pizzoli
- 1987 : Poule et Frites de Luis Rego : M. Martinez
- 1987 : Soigne ta droite de Jean-Luc Godard : l'amiral
- 1988 : L'Invité surprise de Georges Lautner : M. Le Boureux
- 1988 : Sans défense de Michel Nerval : Jules Rampin
- 1989 : La Révolution française - Les années lumière de Robert Enrico : L'abbé Maury
- 1989 : La Folle Journée ou le mariage de Figaro de Roger Coggio : Bartholo
- 1989 : Le Silence d'ailleurs de Guy Mouyal : Henri
- 1989 : Le Dénommé de Jean-Claude Dague : le juge d'instruction
- 1989 : Le Provincial de Christian Gion : Ernest Cazavant

### Années 1990
- 1990 : Uranus de Claude Berri : Monglat, le roi du marché noir
- 1990 : Feu sur le candidat de Agnès Delarive : Robert Cavaillon
- 1991 : Le Jour des rois de Marie-Claude Treilhou : Georges
- 1992 : Room service de Georges Lautner : Fernand Castagnier
- 1992 : Les Eaux dormantes de Jacques Tréfouël : Fouchard, le domestique
- 1992 : Belle Époque de Fernando Trueba : Danglard
- 1995 : Rainbow pour Rimbaud de Jean Teulé : le père
- 1996 : Mon homme de Bertrand Blier : un client de Marie, la prostituée
- 1997 : Hors jeu de Karim Dridi : lui-même
- 1998 : Que la lumière soit ! de Arthur Joffé : Dieu, le méridional
- 1999 : Astérix et Obélix contre César de Claude Zidi : Abraracourcix, le chef des Gaulois
- 1999 : Les Infortunes de la beauté de John Lvoff : un homme sondé

### Années 2000
- 2000 : Les Acteurs de Bertrand Blier : lui-même
- 2003 : Les Clefs de bagnole de Laurent Baffie : l'instituteur
- 2004 : Nuit noire de Daniel Colas : le vieux
- 2004 : San-Antonio de Frédéric Auburtin : Achille, le chef de la police
- 2007 : Antonio Vivaldi, un prince à Venise de Jean-Louis Guillermou : le pape Benoît XIII
- 2008 : Bouquet final de Michel Delgado : Monsieur Froissard
- 2008 : La Jeune Fille et les Loups de Gilles Legrand : Albert Garcin
- 2008 : Bienvenue chez les Ch'tis de Dany Boon : le grand-oncle de Julie
- 2009 : Neuilly sa mère ! de Gabriel Julien-Laferrière : le sénateur
- 2009 : Cinéman de Yann Moix : le médecin
- 2009 : Le Petit Nicolas de Laurent Tirard : le Ministre de l'Éducation

### Années 2010
- 2010 : Mumu de Joël Séria : Gatineau
- 2010 : Un poison violent de Katell Quillévéré : Jean
- 2012 : La Mémoire dans la chair de Dominique Maillet : Don Pablo
- 2013 : Les Invincibles de Frédéric Berthe : Louis Cabanel
- 2016 : Ouvert la nuit d'Édouard Baer (tourné en 2015) : Lui-même

### Courts métrages
- 1959 : La Langue bien pendue - Documentaire de 18 min d'Henri Champetier : participation de l'acteur
- 1962 : Fumée, histoire et fantaisie de François Villiers et Edouard Berne
- 1966 : Samson père et fils de Michel Autin
- 1986 : La Bête noire d'Yves Benoit
- 1997 : Le Commando des pièces à trous de Pierrot de Heusch
- 2005 : Jessie d'Henri Garcin
- 2005 : Toutes les Margaux d'Odile Abergel
- 2012 : Le jeu de cette famille d'Aytl Jensen : Achille
- 2013 : Sacré Charlemagne d'Adrien François

### Doublage
- 1996 : Leisure Suit Larry 7: Drague en haute mer - Jeu vidéo de Al Lowe : un pompier
- 2003 : La Prophétie des grenouilles - Film d'animation de Jacques-Rémy Girerd : Roger l'éléphant
- 2005 : Le Manège enchanté - Film d'animation de Dave Borthwick et Jean Duval : Zabadie
- 2012 : Louis la chance - Film d'animation de Philippe Leclerc et Xavier Aliot : Pépé
- 2015 : Hôtel Transylvanie 2 - Film d'animation de Genndy Tartakosky : Vlad

## Télévision

### Années 1950
- 1955 : L'École des maris de René Lucot
- 1955 : Le Tour du monde en quatre-vingts jours de Claude Barma
- 1956 : La Farce de Maître Pathelin de Georges Folgoas[1]
- 1958 : En votre âme et conscience, épisode : L'Affaire Peltzer de Claude Barma : Dumouche
- 1958 : Monsieur de Saint-Germain de Philippe Ducrest
- 1958 : Le Mari, la Femme et la Mort de Philippe Ducrest : Sébastien, le mari
- 1958 : Son mari de Philippe Ducrest
- 1959 : L'Ami Fritz de Georges Folgoas : Fritz, le riche Alsacien
- 1959 : Les Frénétiques de Philippe Ducrest : M. Lourdalec, le producteur
- 1959 : George Dandin ou le Mari confondu de Bernard Hecht : Georges Dandin
- 1959 : Jean le Maufranc de Philippe Ducrest
- 1959 : Le Juge de Malte de Bernard Hecht : Pietro
- 1959 : Les Maris de Léontine de André Leroux : le baron
- 1959 : Les Trois Mousquetaires de Claude Barma : M. Bonacieux
- 1959 : Le Village des miracles de René Lucot : Pier

### Années 1960
- 1960 : Le Brésilien de René Lucot
- 1960 : Cyrano de Bergerac de Claude Barma : Ragueneau
- 1960 : Eléna de Philippe Ducrest
- 1960 : Montserrat de Stellio Lorenzi : Salas Ina, le marchand
- 1961 : L'Amour des trois oranges de Pierre Badel : Sacchi
- 1961 : Don Quichotte de Marcel Cravenne et Louis Grospierre : Sancho Pansa
- 1961 : Le Mariage de Figaro de Marcel Bluwal : Bartholo
- 1962 : L'Auberge de l'ange gardien -diffusé en deux parties- de Marcel Cravenne : le général Dourakine
- 1962 : Gargantua -diffusé en deux parties- de Pierre Badel : Frère Jean des Entommeures
- 1962 : Le Mariage de Roger Kahane : M. Levacillant
- 1962 : Parades de Philippe Ducrest
- 1963 : Le Général Dourakine de Yves-André Hubert : le général Dourakine
- 1963 : Les Rustres de Jean Pignol : Lunardo, le marchand
- 1963 : Un homme de vérité d'Yves-André Hubert
- 1963 : En famille 13 contes de Maupassant de Carlo Rim
- 1963 : Les Raisins verts -suite de sketches- de Jean-Christophe Averty
- 1964 : Le Bon Numéro de Stellio Lorenzi
- 1964 : Le Théâtre de la jeunesse : David Copperfield de Marcel Cravenne : M. Micawber
- 1965 : Pieds nus dans le parc de Pierre Mondy
- 1966 : Orphée aux Enfers d'Yves-André Hubert
- 1967 : Les Gueux au paradis de Jean Pignol
- 1967 : Au théâtre ce soir : Vacances pour Jessica de Carolyn Green, mise en scène Yves Bureau, réalisation Pierre Sabbagh, Théâtre Marigny
- 1968 : La Famille Tott de Pierre Badel

### Années 1970
- 1972 : Dans le jardin de Franc Nohain, documentaire d'Alain Frey : témoignage
- 1975 : Le Cigalon de Georges Folgoas : Le Cigalon, le restaurateur
- 1977 : Le Chandelier de Claude Santelli : Maître André
- 1977 : Solitudes de Jean Marbœuf : Lui
- 1978 : Les Poissons rouges de Claude Barma
- 1978 : Les Rustres d'Yves-André Hubert : Lunardo, le marchand
- 1979 : Les Boulingrins de Jean Pignol
- 1979 : Les Mentons bleus de Jean Pignol

### Années 1980
- 1980 : La Grande Chasse de Jean Sagols : le marquis
- 1980 : Tartuffe de Jean Pignol : Tartuffe
- 1980 : Le Vol d'Icare de Daniel Ceccaldi : le détective Morcol
- 1982 : La Marseillaise de Michel Berny : Henri Poussin
- 1982 : Spéciale dernière de Pierre Desfons
- 1984 : Les Enquêtes du commissaire Maigret, épisode La Nuit du carrefour de Stéphane Bertin : M. Michonnet
- 1985 : Enquête sur une parole donnée : La lettre perdue de Jean-Louis Bertuccelli : le vieil homme
- 1986 : L'Entourloupe de Édouard Logereau : Paul Gensac, l'homme d'affaires
- 1986 : Michel Galabru : Portrait d'un homme heureux Documentaire de ? : lui-même
- 1987 : Una casa a Roma de Bruno Cortini
- 1987 : La Lettre perdue de Jean-Louis Bertuccelli : Alberto Thérésy, restaurateur de tableaux
- 1987 : Marc et Sophie - épisode 28 Un après-midi de chiens
- 1987 : Maguy - épisode 94 Le coffre-fort : le réparateur
- 1988 : L'Argent -diffusé en trois parties- de Jacques Rouffio : M. Daigremont, le noble
- 1988 : Sueurs froides : La Chute de Pierre Jolivet : Jacques Chalmont, père
- 1988 : Le Ravissement de Scapin de Georges Folgoas : l'aubergiste / Géronte 2
- 1988 : Deux flics à Belleville de Sylvain Madigan : le commissaire Santucci
- 1989 : Le commissaire épate le F.B.I d'Edmond Tiborowski : le commissaire Tarquini

### Années 1990
- 1990 : Ce train ne prend pas de voyageurs, S.O.S Disparus de Jacques Renard
- 1990 : La Jalousie, Si Guitry m'était conté d'Yves-André Hubert
- 1990 : Les Disparus de Saint-Agil de Jean-Louis Benoît : M. Lemmel
- 1991 : Un beau petit milliard de Pierre Tchernia : Gilbert Lagarache
- 1991 : Max, super vedette, Talkie-Walkie de Daniel Moosmann
- 1991 : Les Mouettes de Jean Chapot : Honorin, le maire de St-Appoline
- 1992 : Les Taupes-niveaux de Jean-Luc Trotignon : M. Boulard
- 1992 : Le Secret du petit milliard ou Le secret des Lagarache de Pierre Tchernia : Gilbert
- 1992 : Honorin et la Loreleï de Jean Chapot : Honorin, le maire de St-Appoline
- 1993 : La Vengeance du clown, de François Leterrier : Clovis, ex-commissaire à la retraite
- 1993 : L'Affaire Akbari, Antoine Rives, juge du terrorisme de Philippe Lefebvre : le Ministre de l'Intérieur
- 1993 : L'Affaire Sauer/Krabbe, Antoine Rives, juge du terrorisme de Gilles Béhat : le Ministre de l'Intérieur
- 1993 : Action rouge, Antoine Rives, juge du terrorisme de Gilles Béhat : le Ministre de l'Intérieur
- 1993 : L'Affaire du D.C 10, Antoine Rives, juge du terrorisme de Philippe Lefebvre : le Ministre de l'Intérieur
- 1993 : L'Affaire J.N.B, Antoine Rives, juge du terrorisme de Philippe Lefebvre : le Ministre de l'Intérieur
- 1993 : L'Affaire Kamel, Antoine Rives, juge du terrorisme de Philippe Lefebvre : le Ministre de l'Intérieur
- 1993 : Polly West est de retour de Jean Chapot : Honorin, le maire de St-Appoline
- 1994 : Les Disparus de Reillanne, de François Leterrier : Clovis, ex-commissaire à la retraite
- 1995 : Honorin et l'enfant prodigue de Jean Chapot : Honorin le maire de Sainte-Apolline
- 1995 : Le Mas Théotime de Philomène Esposito : Claudius
- 1995 : Double Peine de Thomas Gilou : le père
- 1995 : Merlusse de Georges Folgoas
- 1995 : Monsieur Amédée d'Édouard Logereau : M. Logereau
- 1996 : Chaudemanche père et fils de Joël Séria : Eugène Chaudemanche
- 1996 : On purge bébé d'Yves-André Hubert : M. Follavoine (M. Galabru est également l'adaptateur de la pièce)
- 1996 : L'Empire du taureau de Maurice Frydland : César
- 1996 : Des mouettes dans la tête de Bernard Malaterre : Rico
- 1997 : Les Mentons bleus de André Delacroix
- 1997 : Rachel et ses amours de Jacob Berger : Joshua
- 1997 : Marceeel d'Agnès Delarive : Marcel
- 1999 : Le Faiseur de Georges Folgoas : Auguste Mercadet

### Années 2000
- 2000 : Ophélie Winter Show : le directeur de l'école
- 2000 : Léopold de Joël Séria : Léopold Salvat
- 2000 : Le Blanc et le rouge de Jean-Louis Lorenzi : Lucien Sorgue
- 2004 : Le Silence de la mer, de Pierre Boutron : André Larosière
- 2004 : Coup de vache de Lou Jeunet : Raymond Malassis
- 2005 : Les Amants de la dent blanche de Raymond Vouillamoz : L'abbé
- 2006 : Henry Dunant, du rouge sur la croix, de Dominique Othenin-Girard : Hubert Dunant
- 2008 : Myster Mocky présente de Jean-Pierre Mocky - épisode Le farceur
- 2009 : À deux c'est plus facile d'Émilie Deleuze : Joseph, le vieil homme

### Années 2010
- 2011 : Le Grand Restaurant II de Gérard Pullicino : le grand-père indigne
- 2011 : Belmondo, itinéraire... de Vincent Perrot et Jeff Domenech : témoignage
- 2011 : Le Bon Samaritain de Bruno Garcia : André Gourgousse
- 2012 : Bref de Kyan Khojandi et Bruno Muschio : Apparition dans l'épisode Y'a des gens qui m'énervent
- 2012 : Profilage - épisode Grande sœur d'Alexandre Laurent : Benoît Merlin
- 2012 : Storsky et Futch : L'équipe se renforce, partie 1 (un épisode) d'Aytl Jensen : Monsieur Atkins, le directeur de police
- 2012 : Storsky et Futch : L'équipe se renforce, partie 2 (un épisode) d'Aytl Jensen : Monsieur Atkins, le directeur de police
- 2012 : Scènes de ménages : Ce soir, ils reçoivent (un épisode) : Norbert, ancien collègue gendarme de Raymond
- 2013 : Scènes de ménages : Entre amis (un épisode) : Norbert, ancien collègue gendarme de Raymond
- 2014 : Scènes de ménages : Tenue correcte exigée (un épisode) : Norbert, ancien collègue gendarme de Raymond
- 2014 : Jules et Marcel, d'après la correspondance entre Raimu et Marcel Pagnol, mise en scène Jean-Pierre Bernard, réalisation Élie Chouraqui
- 2015 : La Minute vieille
- 2015 : Nos chers voisins fêtent les vacances de Stephan Kopecky : Raymond, un ami démineur de M. Lambert, mis à la retraite de force.